# The Children of Sanchez (pel·lícula)
The Children of Sanchez (estrenada a Mèxic com Los hijos de Sánchez) és una pel·lícula filmada en 1978 i dirigida per Hall Bartlett, amb Anthony Quinn, Dolores del Río, Katy Jurado, Lupita Ferrer i Lucía Méndez cstà basada en l'obra etnogràfica homònima del antropòleg Oscar Lewis. Va participar com a part de la selecció oficial a l'11è Festival Internacional de Cinema de Moscou.

## Argument
La pel·lícula narra la vida de Jesús Sánchez (Anthony Quinn), un pagès casat que tracta de cuidar la seva família en una zona marginal de la Ciutat de Mèxic. Sánchez és faldiller, abusiu, i un treballador dur, i sent el deure de fer costat econòmicament la seva família. El seu conflicte principal és amb la seva filla, Consuelo (Lupita Ferrer), en el seu intent de trencar el paper de ser una filla submisa. Consuelo és assessorada per la seva àvia, Paquita (Dolores del Río), la matriarca de la família. El consell que ella li dona a Consuelo és casar-se, ja que és l'única manera d'escapar del seu pare misogin.

## Repartiment
- Anthony Quinn... Jesús Sánchez
- Dolores del Río... Abuela Paquita
- Katy Jurado... La Chata
- Lupita Ferrer... Consuelo Sánchez
- Lucía Méndez... Marta Sánchez
- Duncan Quinn ... Manuel Sánchez
- Stathis Giallelis ... Roberto Sánchez
- Ignacio López Tarso... Ignacio
- Carmen Montejo... Guadalupe
- Rebeca Silva
- Héctor Bonilla
- Patricia Reyes Spíndola
- Helena Rojo
- René Cardona
- Patricia Aspíllaga
- José Carlos Ruiz
- Domingo Ambriz
- Enrique Lucero
- José Chávez
- Adriana Rojo
- Farnesio de Bernal
- Juan Bonnet
- Beatriz Marín
- Josefina Echánove
- Sergio Calderón ... Alberto
- Mauricio Bonnet
- Elsa Benn
- Jaime Pons
- Karla Ceballos
- Paola Jímenez Pons
- Alejandro Ortiz
- Alicia del Lago
- Jeniffer Demello
- Arturo Doring
- Marta Barrientos
- Josefina Mauri
- Fernando García
- Raquel García
- Irán Eory
- Armando Silvestre
- Bette Davis (sense acreditar)

## Comentaris
Entre els assistents a l'estrena estatunidenca de la pel·lícula el 17 de novembre de 1978, van ser el president Jimmy Carter i la seva esposa Rosalynn Carter. Quinn es va acompanyar el President i la Primera Dama als seus seients, i tot el recaptat va ser per a la Defensa Legal i Fons Mexicà per a l'Educació.
La banda sonora de la pel·lícula va ser escrita per Chuck Mangione i va guanyar un premi Grammy. La cançó que va donar títol a la cinta també va ser escrit per Mangione, i li va valer un Grammy a la Millor Interpretació Instrumental Pop.